# تحصیل سرائی عالم‌گیر
تحصیل سرائی عالم‌گیر (به انگلیسی: Sarai Alamgir Tehsil) یک منطقهٔ مسکونی در پاکستان است که در ناحیه گجرات واقع شده‌است. تحصیل سرائی عالم‌گیر ۵۷۵ کیلومتر مربع مساحت و ۱٬۷۵٬۲۸۷ نفر جمعیت دارد.